# Squadra dominicana di Coppa Davis
La squadra dominicana di Coppa Davis rappresenta la Repubblica Dominicana nella Coppa Davis, ed è posta sotto l'egida della Federación Dominicana de Tenis.
La squadra partecipa alla competizione dal 1989, e non ha mai fatto parte del World Group. Il miglior risultato è stato il raggiungimento dei Playoff per l'accesso al Gruppo Mondiale, persi contro la Germania per 1-4. Attualmente la squadra milita nel Gruppo I della zona Americana.

## Organico 2019
Vengono di seguito illustrati i convocati per ogni singolo turno della Coppa Davis 2019. A sinistra dei nomi la nazione affrontata e il risultato finale. Fra parentesi accanto ai nomi, il ranking del giocatore nel momento della disputa degli incontri (la "d" indica che il ranking corrisponde alla specialità del doppio).
| Gruppo I - Playoff | Gruppo I - Playoff |
| Uruguay (1-3)      | José Hernández-Fernández (261) Roberto Cid Subervi (281) Nick Hardt (528) José Olivares (647) Víctor Estrella Burgos (850) |
| ------------------ | --- |

* f.r. = Fuori Ranking

## Risultati
= Incontro del Gruppo Mondiale

### 2010-2019
| Anno | Turno                      | Data            | Sede                | Avversario  | Punteggio | Esito     |
| ---- | -------------------------- | --------------- | ------------------- | ----------- | --------- | --------- |
| 2010 | Gruppo I, 1º turno         | 5-7 marzo       | Santo Domingo (DOM) | Uruguay     | 1–4       | Sconfitta |
| 2010 | Gruppo I, Playoff 2º turno | 17-19 settembre | Toronto (CAN)       | Canada      | 0–5       | Sconfitta |
| 2011 | Gruppo II, 1º turno        | 4-6 marzo       | Santa Tecla (SLV)   | El Salvador | 5–0       | Vittoria  |
| 2011 | Gruppo II, 2º turno        | 8-10 luglio     | Montevideo (URY)    | Brasile     | 0–5       | Sconfitta |
| 2012 | Gruppo II, 1º turno        | 10-12 febbraio  | Santo Domingo (DOM) | Bolivia     | 4–1       | Vittoria  |
| 2012 | Gruppo II, 2º turno        | 6-8 aprile      | Valencia (VEN)      | Venezuela   | 3–1       | Vittoria  |
| 2012 | Gruppo II, Playoff         | 14-16 settembre | Santo Domingo (DOM) | Messico     | 3–2       | Vittoria  |
| 2013 | Gruppo I, 1º turno         | 1-3 febbraio    | Montevideo (URY)    | Uruguay     | 1–3       | Sconfitta |
| 2013 | Gruppo I, Playoff 2º turno | 13-15 settembre | Santo Domingo (DOM) | Cile        | 4–1       | Vittoria  |
| 2014 | Gruppo I, 1º turno         | 31 gen.-2 feb.  | Santo Domingo (DOM) | Uruguay     | 4–0       | Vittoria  |
| 2014 | Gruppo I, 2º turno         | 4-6 aprile      | Cali (COL)          | Colombia    | 1–4       | Sconfitta |
| 2015 | Gruppo I, 1º turno         | 6-8 marzo       | Saint Michael (BRB) | Barbados    | 3–2       | Vittoria  |
| 2015 | Gruppo I, 2º turno         | 17-19 luglio    | Santo Domingo (DOM) | Ecuador     | 3–2       | Vittoria  |
| 2015 | Spareggi Gruppo Mondiale   | 18-20 settembre | Santo Domingo (DOM) | Germania    | 1–4       | Sconfitta |
| 2016 | Gruppo I, 1º turno         | 4-6 marzo       | Santiago (CHL)      | Cile        | 0–5       | Sconfitta |
| 2016 | Gruppo I, Playoff 1º turno | 16-18 settembre | Colombia (COL)      | Colombia    | 1–4       | Sconfitta |
| 2016 | Gruppo I, Playoff 2º turno | 28-30 ottobre   | Santo Domingo (DOM) | Barbados    | 3–2       | Vittoria  |
| 2017 | Gruppo I, 1º turno         | 3-5 febbraio    | Santo Domingo (DOM) | Cile        | 0–5       | Sconfitta |
| 2017 | Gruppo I, Playoff 2º turno | 15-17 settembre | Santo Domingo (DOM) | Perù        | 4–1       | Vittoria  |
| 2018 | Gruppo I, 1º turno         | 1-3 febbraio    | Santo Domingo (DOM) | Brasile     | 2–3       | Sconfitta |
| 2018 | Gruppo I, Playoff 1º turno | 5-7 aprile      | Santo Domingo (DOM) | Barbados    | 4–0       | Vittoria  |
| 2019 | Gruppo I, Playoff          | 14-15 settembre | Montevideo (URY)    | Uruguay     | 1–3       | Sconfitta |

## Andamento
La seguente tabella riflette l'andamento della squadra dal 1990 ad oggi.
| Pos.           | 90 | 91 | 92 | 93 | 94 | 95 | 96 | 97 | 98 | 99 | 00 | 01 | 02 | 03 | 04 | 05 | 06 | 07 | 08 | 09 | 10 | 11 | 12 | 13 | 14 | 15 | 16 | 17 | 18 | 19 |
| -------------- | -- | -- | -- | -- | -- | -- | -- | -- | -- | -- | -- | -- | -- | -- | -- | -- | -- | -- | -- | -- | -- | -- | -- | -- | -- | -- | -- | -- | -- | -- |
| Campione       |    |    |    |    |    |    |    |    |    |    |    |    |    |    |    |    |    |    |    |    |    |    |    |    |    |    |    |    |    |    |
| Finalista      |    |    |    |    |    |    |    |    |    |    |    |    |    |    |    |    |    |    |    |    |    |    |    |    |    |    |    |    |    |    |
| SF             |    |    |    |    |    |    |    |    |    |    |    |    |    |    |    |    |    |    |    |    |    |    |    |    |    |    |    |    |    |    |
| QF             |    |    |    |    |    |    |    |    |    |    |    |    |    |    |    |    |    |    |    |    |    |    |    |    |    |    |    |    |    |    |
| OF             |    |    |    |    |    |    |    |    |    |    |    |    |    |    |    |    |    |    |    |    |    |    |    |    |    |    |    |    |    |    |
| Qualificazioni | x  | x  | x  | x  | x  | x  | x  | x  | x  | x  | x  | x  | x  | x  | x  | x  | x  | x  | x  | x  | x  | x  | x  | x  | x  | x  | x  | x  | x  |    |
| Gruppo I       |    |    |    |    |    |    |    |    |    |    |    |    |    |    |    |    |    |    |    |    |    |    |    |    |    |    |    |    |    |    |
| Gruppo II      |    |    |    |    |    |    |    |    |    |    |    |    |    |    |    |    |    |    |    |    |    |    |    |    |    |    |    |    |    |    |
| Gruppo III     | x  | x  |    |    |    |    |    |    |    |    |    |    |    |    |    |    |    |    |    |    |    |    |    |    |    |    |    |    |    |    |
| Gruppo IV      | x  | x  | x  | x  | x  | x  | x  |    |    |    |    |    |    |    |    |    |    |    |    |    |    |    | x  | x  | x  | x  | x  | x  | x  | x  |

Legenda
- Campione: La squadra ha conquistato la Coppa Davis.
- Finalista: La squadra ha disputato e perso la finale.
- SF: La squadra è stata sconfitta in semifinale.
- QF: La squadra è stata sconfitta nei quarti di finale.
- OF: La squadra è stata sconfitta negli ottavi di finale (1º turno). Dal 2019 sostituito dal Round Robin.
- Qualificazioni: La squadra è stata sconfitta al turno di qualificazione. Istituito nel 2019.
- Gruppo I: La squadra ha partecipato al Gruppo I della propria zona di appartenenza.
- Gruppo II: La squadra ha partecipato al Gruppo II della propria zona di appartenenza.
- Gruppo III: La squadra ha partecipato al Gruppo III della propria zona di appartenenza.
- Gruppo IV: La squadra ha partecipato al Gruppo IV della propria zona di appartenenza.
- x: Ove presente, la x indica che in quel determinato anno, il Gruppo in questione non è esistito nella zona geografica di appartenenza della squadra.